# Фридрих Вильгельм Прусский
Принц Фридрих Вильгельм Прусский (нем. Friedrich Wilhelm Prinz von Preußen; 9 февраля 1939, Берлин — 29 сентября 2015, Берлин) — немецкий историк, член династии Гогенцоллернов. Полное имя — Людвиг Фердинанд Фридрих Вильгельм Хубертус Михаэль Кирилл.

## Детство и юность

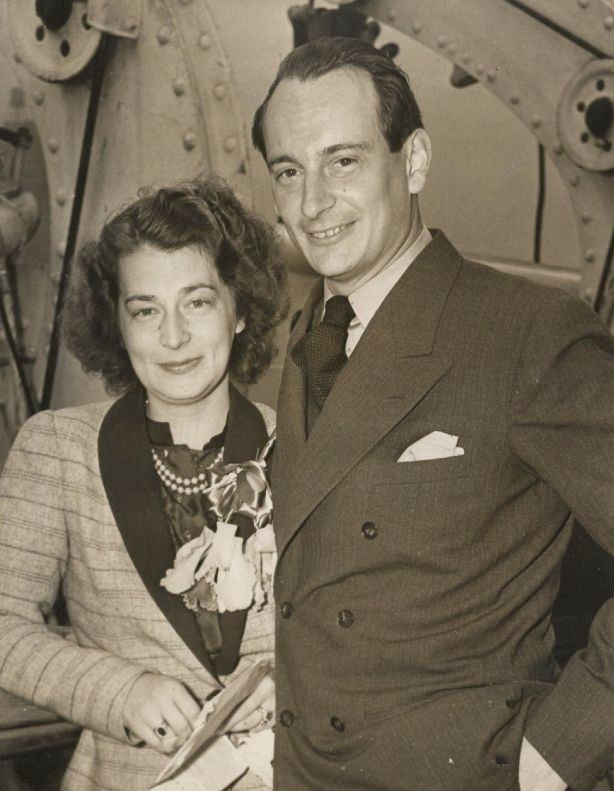
Принц Луи-Фердинанд Прусский и Кира Кирилловна, родители Фридриха Вильгельма, 1938 год

Фридрих Вильгельм родился 9 февраля 1939 года. Старший сын принца Луи Фердинанда Прусского (1907—1994) и великой княжны Киры Кирилловны Романовой (1909—1967). Братья — принцы Михаэль, Луи Фердинанд и Кристиан Сигизмунд. Дядя принца Георга Фридриха Прусского, главы дома Гогенцоллернов с 1994 года.
Раннее детство он провёл в Кадыне в Восточной Пруссии, императорской летней резиденции. После Второй мировой войны вместе с семьей поселился в Боргфельде, районе Бремена.
После окончания учебы в гимназии в Бремене и средней школы в Плёне Фридрих Вильгельм изучал историю на философском факультете университета в Эрланген-Нюрнберге, получив в 1971 году степень доктора философии. В 1967 году он вступил в морганатический брак и вынужден был отказаться от своих прав на германский императорский престол. Принц Луи-Фердинанд «Старший» (1907—1994), глава дома Гогенцоллернов в 1951—1994 годах, избрал своим преемником третьего сына, принца Луи-Фердинанда «Младшего» (1944—1977). В 1977 году после внезапной смерти принца Луи-Фердинанда на военных учениях Бундесвера наследником династии стал его малолетний сын, принц Георг Фридрих (род. 1976). Это вызвало многочисленные споры и ссоры в семье Гогенцоллернов.

## Процесс по наследству
Принц Фридрих Вильгельм вместе со своим младшим братом, принцем Михаэлем, отказался признавать завещание своего отца, 86-летнего принца Луи-Фердинанда, главы дома Гогенцоллернов, умершего в сентябре 1994 года. Они заявили о своих правах на часть наследства, их поддержал младший брат, принц Кристиан-Сигизмунд. В 1997 году районный суд в Хехингене региональный суд высшей инстанции в Штутгарте поддержали иск Фридриха Вильгельма и Михаэля, дядей Георга Фридриха и признали, что морганатический брак Фридриха Вильгельма не может служить поводом для исключения из порядка престолонаследия. Но Федеральный верховный суд Германии не согласился с решением в пользу принцев Фридриха Вильгельма и Михаэля, дядей Георга Фридриха, и дело было возвращено в региональные суды, которые на этот раз поддержали их племянника. Фридрих Вильгельм и Михаэль подали иск в Конституционный суд Германии, который не согласился с предыдущим постановлением в пользу Георга Фридриха. В конце концов, 19 октября 2005 года региональный суд постановил, что принц Георг Фридрих является полноправным преемником своего деда, но его дяди и другие дети принца Луи-Фердинанда имеют право на часть наследства императорского дома Гогенцоллернов.

## Браки и дети
Принц Фридрих Вильгельм Прусский был трижды женат. 22 августа 1967 года он женился первым браком на Вальтруде Фрейдаг (14 апреля 1940—2010), от брака с которой у него родился один сын:
- Принц Филипп Кирилл Фридрих Вильгельм Мориц Броси Танко Прусский (род. 23 апреля 1968)

В 1975 году первый брак закончился разводом. 23 апреля 1976 года принц вторично женился на Эренгарде фон Реден (род. 7 июня 1943), дочери подполковника Гюнтера Людвига Йобста Иоганна фон Редена и Эренгарды Йоханны фон Хюльсен. Супруги имели в браке троих детей:
- Принц Фридрих Вильгельм Людвиг Фердинанд Кирилл Прусский (род. 16 августа 1979)
- Принцесса Виктория Луиза Прусская (род. 2 мая 1982), муж с 29 апреля 2017 года принц Фердинанд Лейнингенский (род. 1982), сын Андреаса Лейнингенского. У них 2 дочери:
  - Александра (р.2020)
  - Феодора (р.2021)
- Принц Иоахим Альбрехт Прусский (род. 26 июня 1984), женат на графине Ангелине Сольмс-Лаубахской

В 2004 году Фридрих Вильгельм развелся со второй женой. 23 марта того же 2004 года он в третий раз женился на Сибилле Кречмер (род. 23 марта 1952), преподавателе в художественной академии. Третий брак был бездетным.

## Публикации
- als Hrsg.: Preußens Könige. Bertelsmann, Gütersloh 1971.
- Bismarcks Reichsgründung und das Ausland. Göttinger Verlagsanstalt, Göttingen 1972 (Dissertation, Universität Erlangen-Nürnberg).
- Die Hohenzollern und der Nationalsozialismus. 1984 (Dissertation, Universität München, 1984).
- Das Haus Hohenzollern 1918—1945. Langen Müller, München 1985; 2., durchgesehene und erweiterte Neuauflage 2003.
- mit Wilhelmine Markgräfin von Bayreuth: «… solange wir zu zweit sind». Friedrich der Große und Wilhelmine Markgräfin von Bayreuth in Briefen. Herbig, München 2003.
- mit Sibylle Prinzessin von Preußen: Die Liebe des Königs. Friedrich der Große. Seine Windspiele und andere Passionen. Siedler, München 2006.
- Vorwort in: Friedrich-Wilhelm v. Oppeln-Bronikowski: Friedrich v. Oppeln-Bronikowski 1873—1936. Offizier, Übersetzer, Schriftsteller, Journalist und Streiter gegen den Antisemitismus in der Weimarer Republik. Sein Leben und Wirken. C. A. Starke, Limburg 2009.
- «Ich danke vor der Kur und lasse die Natur walten» — Friedrich II. ein aufgeklärter Patient. Jahresgabe des Museumsvereins im Schloss Pyrmont e. V., Bad Pyrmont 2005.
- 1912 — Kaiser Wilhelm II. in Begleitung seiner Söhne. In: Die Bilder der Deutschen. München 2005.
- Vorbilder: Berühmte Deutsche erzählen, wer ihnen wichtig ist. Marix-Verlag, Wiesbaden 2007, ISBN 978-3-86539-147-6.
- Kira Prinzessin von Preußen (1909—1967). In: Antje Leschonski (Hg.): Anne, Lilly und Regine — 30 Frauenporträts aus Brandenburg-Preußen. Berlin 2009.
- mit Sibylle Prinzessin von Preußen: Friedrich der Große. Vom anständigen Umgang mit Tieren. MatrixMedia Verlag, Göttingen 2012, ISBN 978-3-932313-47-9.